# Bernard Aryee
Bernard Aryee (23 de abril de 1973) é um ex-futebolista profissional ganês, atuava como defensor, medalhista olímpico de bronze.
Bernard Aryee conquistou a a medalha de bronze em Barcelona 1992.